# Szczucin
Szczucin est une ville de Pologne, située dans le sud du pays, dans la voïvodie de Petite-Pologne. Elle est le chef-lieu de la gmina de Szczucin, dans le powiat de Dąbrowa.

## Histoire
En 1939, 40 % de la population est juive, les membres de cette communauté disparaîtront lors d'exécutions de masse et de la déportation au ghetto de Tarnow puis au Camp d'extermination de Bełżec.